# Liste des circonscriptions législatives du Gard
Le département français du Gard est, sous la Cinquième République, constitué de quatre circonscriptions législatives de 1958 à 1986, de cinq circonscriptions après le redécoupage électoral de 1986 puis de six circonscriptions depuis le redécoupage de 2010, entré en application à compter des élections législatives de 2012.

## Présentation
Par ordonnance n°58-945 du 13 octobre 1958 relative à l'élection des députés à l'Assemblée nationale, le département du Gard est d'abord constitué de quatre circonscriptions électorales. Ces 4 circonscriptions sont confirmées en 1964 lors de la révision du code électoral.
Lors des élections législatives de 1986 qui se sont déroulées selon un mode de scrutin proportionnel à un seul tour par listes départementales, le nombre de sièges du Gard a été porté de quatre à cinq. Du fait du mode de scrutin de ces élections, il n'y avait plus de circonscriptions législatives, les 5 sièges étant répartis en fonction des résultats globaux au niveau du département.
Le retour à un mode de scrutin uninominal majoritaire à deux tours en vue des élections législatives suivantes, a maintenu ce nombre de cinq sièges. Du fait du retour des circonscriptions, il était nécessaire de définir leur délimitation détaillée par la loi n°86-1197.
Le redécoupage des circonscriptions législatives réalisé en 2010 et entrant en application à compter des élections législatives de juin 2012, a modifié le nombre et la répartition des circonscriptions du Gard, porté à six du fait de la croissance démographique du département.

## Composition des circonscriptions

### Composition des circonscriptions de 1958 à 1986
À compter de 1958, le département du Gard comprend quatre circonscriptions  regroupant les cantons suivants :
- 1re circonscription : Nîmes-I, Nîmes-II, Nîmes-III, Saint-Mamert-du-Gard.
- 2e circonscription : Aigues-Mortes, Aramon, Bagnols-sur-Cèze, Beaucaire, Marguerittes, Remoulins, Roquemaure, Saint-Chaptes, Saint-Gilles-du-Gard, Sommières, Uzès, Vauvert, Villeneuve-lès-Avignon.
- 3e circonscription : Alès-Est, Barjac, Bessèges, Génolhac, La Grand-Combe, Lussan, Pont-Saint-Esprit, Saint-Ambroix.
- 4e circonscription :,  Alès-Ouest, Alzon, Anduze, Lasalle, Lédignan, Quissac, Saint-André-de-Valborgne, Saint-Hippolyte-du-Fort, Saint-Jean-du-Gard, Sauve, Sumène, Trèves, Valleraugue, Vézénobres, Le Vigan.

### Composition des circonscriptions de 1988 à 2012
Entre 1986 et 1988 il n'y avait plus de circonscription du fait du changement de type d'élection (voir la #Présentation ci-dessus).
À compter du découpage de 1988, le département du Gard retrouve des circonscriptions, au nombre de 5, regroupant les cantons suivants :
- 1re circonscription : Nîmes-I, Nîmes-III, Nîmes-IV, Nîmes-V, Nimes-VI, La Vistrenque.
- 2e circonscription : Aigues-Mortes, Beaucaire, Marguerittes, Nîmes-II, Saint-Gilles, Vauvert.
- 3e circonscription : Aramon, Bagnols-sur-Cèze, Pont-Saint-Esprit, Remoulins, Roquemaure, Uzès, Villeneuve-lès-Avignon.
- 4e circonscription : Alès-Nord-Est, Alès-Sud-Est, Barjac, Bessèges, Génolhac, La Grand-Combe, Lussan, Saint-Ambroix, Saint-Chaptes, Vézénobres.
- 5e circonscription : Alès-Ouest, Alzon, Anduze, Lasalle, Lédignan, Quissac, Saint-André-de-Valborgne, Saint-Hippolyte-du-Fort, Saint-Jean-du-Gard, Saint-Mamert-du-Gard, Sauve, Sommières, Sumène, Trèves, Valleraugue, Le Vigan.

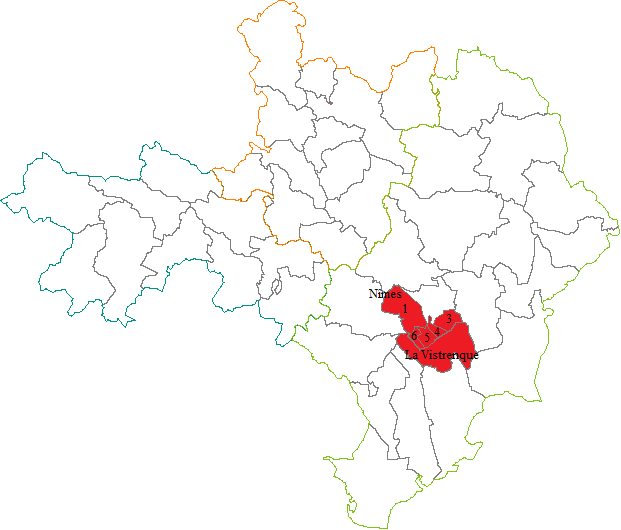
1re circonscription (1986-2012)
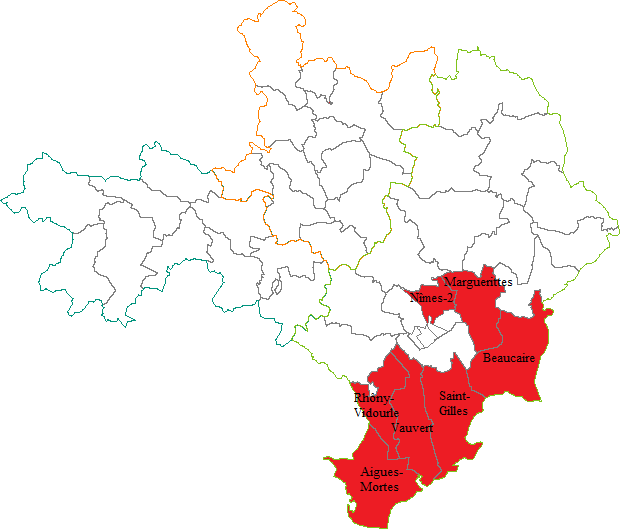
2e circonscription (1986-2012)
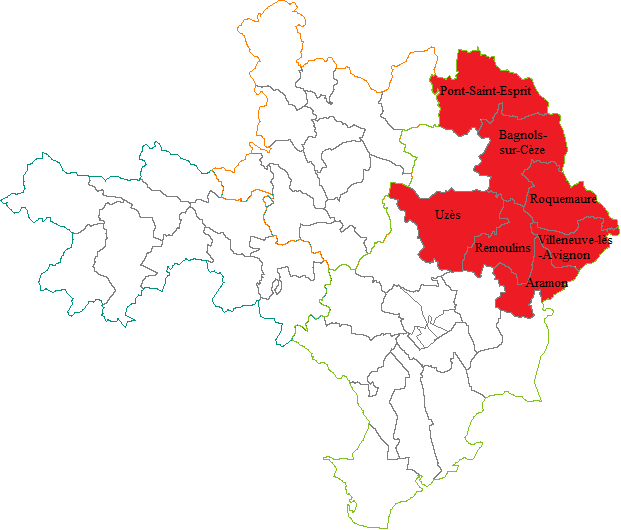
3e circonscription (1986-2012)
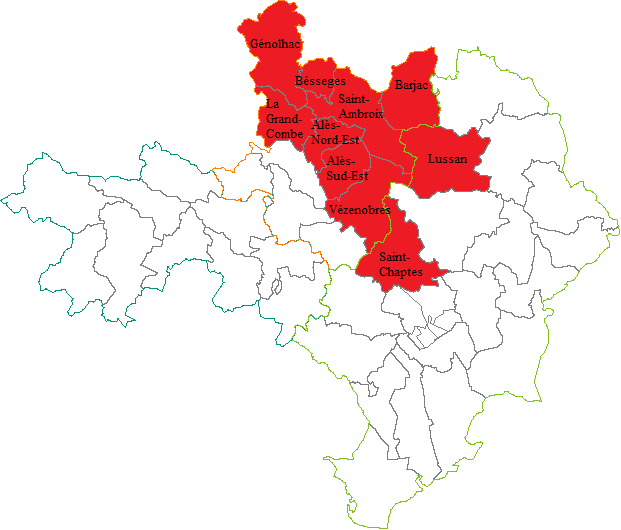
4e circonscription (1986-2012)
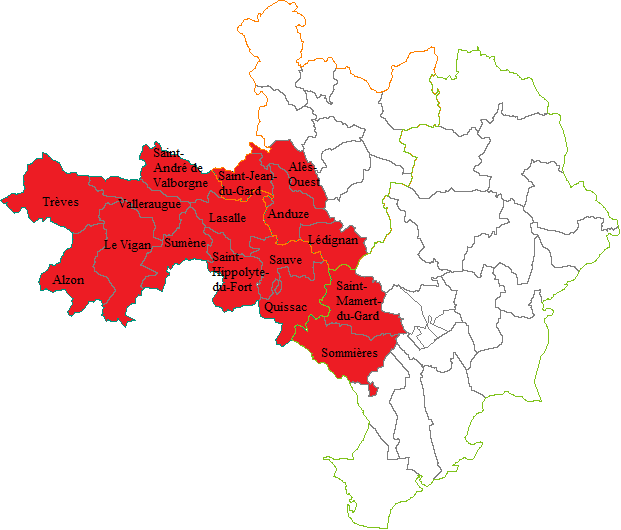
5e circonscription (1986-2012)

### Composition des circonscriptions à compter de 2012
Depuis le nouveau découpage électoral, le département comprend six circonscriptions regroupant les cantons suivants :
- 1re circonscription : Beaucaire, Nîmes-I, Nîmes-III, Nîmes-VI, La Vistrenque
- 2e circonscription : Aigues-Mortes, Rhôny-Vidourle, Saint-Gilles, Sommières, Vauvert
- 3e circonscription : Aramon, Bagnols-sur-Cèze, Remoulins, Roquemaure, Villeneuve-lès-Avignon
- 4e circonscription : Alès-Nord-Est, Alès-Sud-Est, Barjac, Lussan, Pont-Saint-Esprit, Saint-Ambroix, Saint-Chaptes, Vézénobres
- 5e circonscription : Alès-Ouest, Alzon, Anduze, Bessèges, Génolhac, La Grand-Combe, Lasalle, Lédignan, Quissac, Saint-André-de-Valborgne, Saint-Hippolyte-du-Fort, Saint-Jean-du-Gard, Saint-Mamert-du-Gard, Sauve, Sumène, Trèves, Valleraugue, Le Vigan
- 6e circonscription : Marguerittes, Nîmes-II, Nîmes-IV, Nîmes-V, Uzès

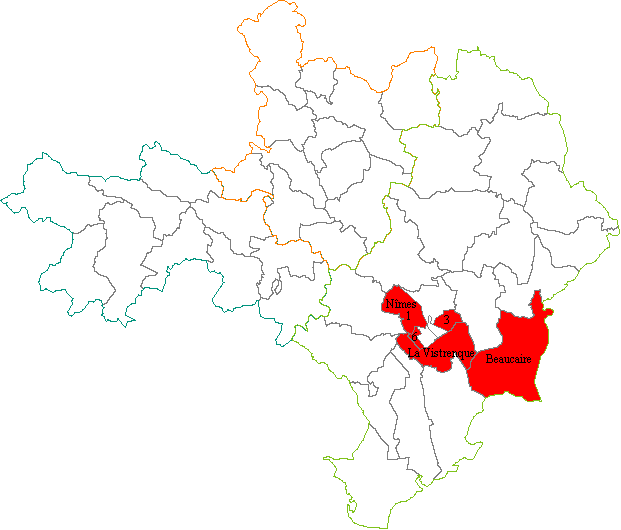
1re circonscription (2012-)
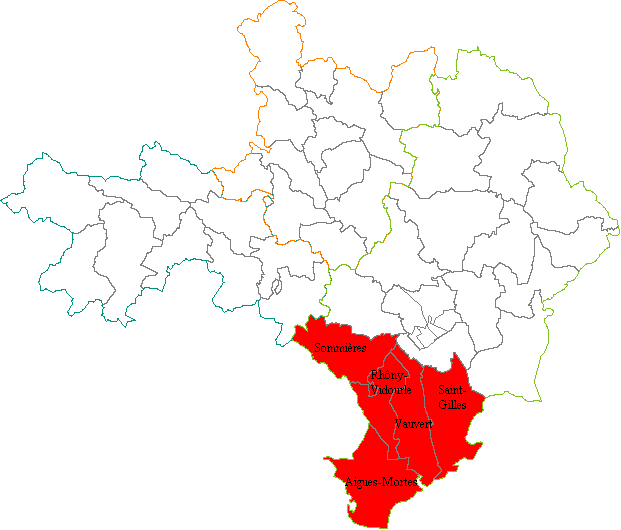
2e circonscription (2012-)
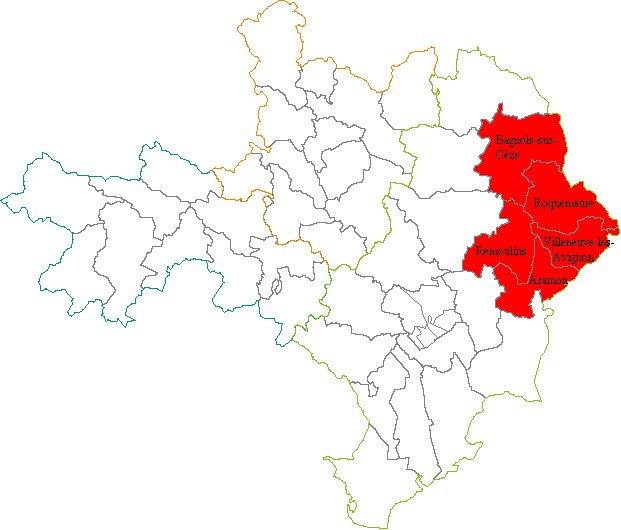
3e circonscription (2012-)
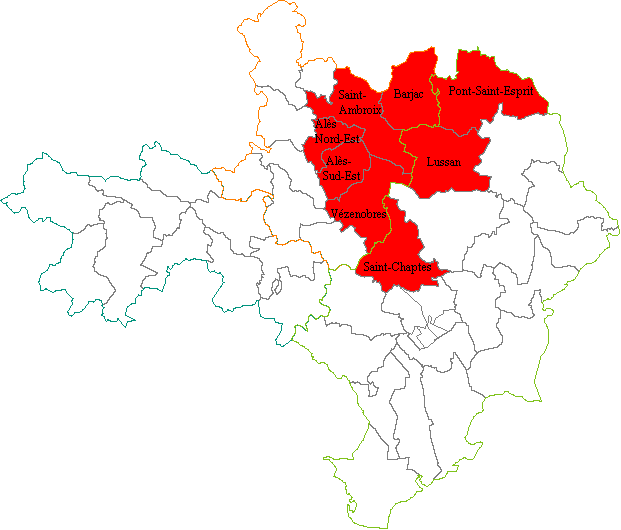
4e circonscription (2012-)
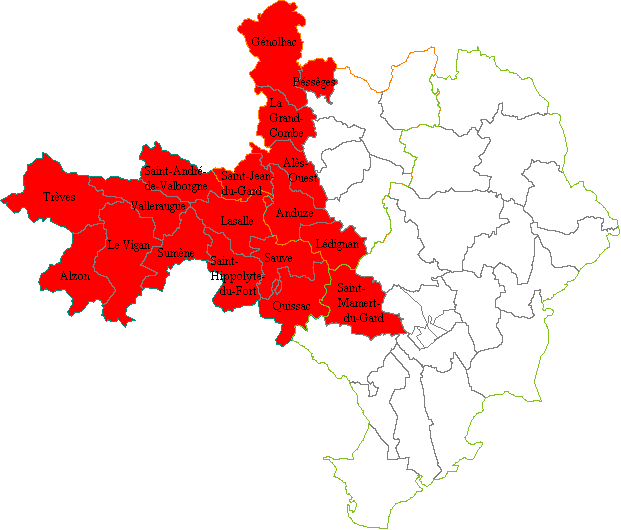
5e circonscription (2012-)
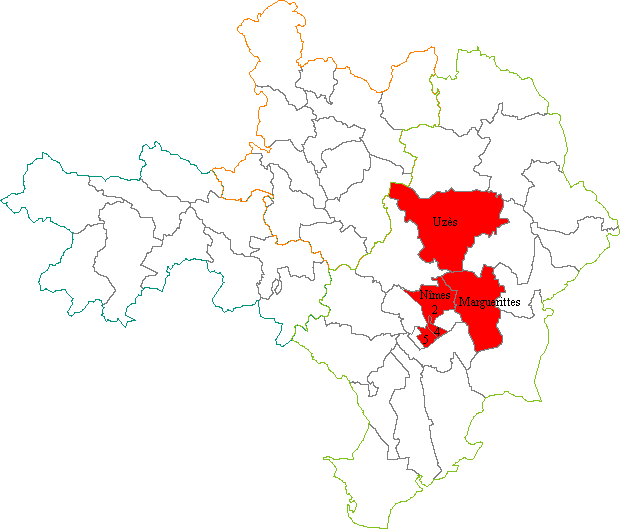
6e circonscription (2012-)